# Гириш, Кристин
Кристин Гириш (нем. Kristin Gierisch, род. 20 августа 1990 года в Цвиккау, Саксония, Германия) — немецкая легкоатлетка, выступающая в тройном прыжке. Чемпионка Европы в помещении 2017 года. Серебряный призёр чемпионата мира в помещении 2016 года. Серебряный призёр чемпионата Европы 2018 года. Участница Олимпиады 2016 года. Трёхкратная чемпионка Германии на открытом воздухе (2014, 2015, 2017) и трёхкратная чемпионка в помещении (2012, 2014, 2015).

## Биография и карьера
Занимается прыжками в длину с 16 лет. Дебютировала на международных соревнованиях в 2007 году на чемпионате мира среди юношей в Остраве, где заняла 6 место. В 2016 году на своей дебютной Олимпиаде заняла 11 место с результатом 13,96 м.

## Основные результаты
| Год  | Соревнование                    | Место проведения         | Место  | Результат |
| ---- | ------------------------------- | ------------------------ | ------ | --------- |
| 2007 | Чемпионат мира среди юношей     | Острава, Чехия           | 6      | 12,70 м   |
| 2009 | Чемпионат Европы среди юниоров  | Нови-Сад, Сербия         | 5      | 13,42 м   |
| 2011 | Чемпионат Европы среди молодёжи | Острава, Чехия           | 10 (q) | 13,23 м   |
| 2012 | Чемпионат мира в помещении      | Стамбул, Турция          | 17 (q) | 13,67 м   |
| 2014 | Чемпионат Европы                | Цюрих, Швейцария         | 9      | 13,76 м   |
| 2015 | Чемпионат Европы в помещении    | Прага, Чехия             | 4      | 14,46 м   |
| 2015 | Командный чемпионат Европы      | Чебоксары, Россия        | 2      | 14,46 м   |
| 2015 | Чемпионат мира                  | Пекин, Китай             | 8      | 14,25 м   |
| 2016 | Чемпионат мира в помещении      | Портленд, США            | 2      | 14,30 м   |
| 2016 | Чемпионат Европы                | Амстердам, Нидерланды    | 8      | 14,03 м   |
| 2016 | Летние Олимпийские игры         | Рио-де-Жанейро, Бразилия | 11     | 13,96 м   |
| 2017 | Чемпионат Европы в помещении    | Белград, Сербия          | 1      | 14,37 м   |
| 2017 | Командный чемпионат Европы      | Лилль, Франция           | 2      | 14,13 м   |
| 2017 | Чемпионат мира                  | Лондон, Великобритания   | 5      | 14,33 м   |
| 2018 | Чемпионат Европы                | Берлин, Германия         | 2      | 14,45 м   |